# Samma (Estland)
Koordinaten: 59° 25′ N, 26° 41′ O

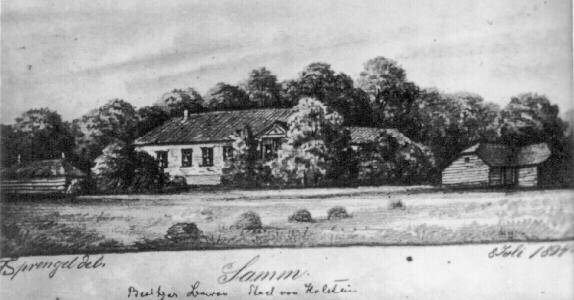
Gut von Samma, Zeichnung von F.A. Sprengler aus dem Jahr 1894

Samma ist ein Dorf (estnisch küla) im estnischen Kreis Lääne-Viru. Es gehört zur Landgemeinde Viru-Nigula. Samma liegt 22 km östlich von Rakvere.

## Geschichte
Der frühere Rittersitz Samm wurde erstmals im Jahr 1583 urkundlich erwähnt. Im 16. Jahrhundert gehörte er dem baltischen Adelsgeschlecht der Treyden. 1734 erwarb das Geschlecht der Clapier de Colongues das Gut.
Später gehörte es lange Jahre der Familie Staël von Holstein. Im 18. Jahrhundert wurde ein Schlosskomplex im klassizistischen Stil errichtet.
Nach der Oktoberrevolution 1917 wurde die Familie Staël-Holstein bei der Estnischen Landreform 1919 zum Teil enteignet. Gut Samm wurde im Zuge dessen mit Ausnahme weniger Wirtschaftsbauten vollständig zerstört.
Im Januar 2013 hatte das Dorf 34 Einwohner.

## Sehenswürdigkeiten
Im Dorf befindet sich der heilige Hain Tammealuse. Die Einwohner beteten hier zu Göttern, brachten Opfergaben und schöpften Heilwasser aus den Quellen. Später wurden auch Tanzfeste und religiöse Veranstaltungen durchgeführt.